# Formas básicas de la angustia
Formas básicas de la angustia es un estudio de psicología profunda escrito por el psicoanalista Fritz Riemann, publicado por primera vez en 1961 con el título Grundformen der Angst und die Antinomien des Lebens. La obra caracteriza cuatro tipos diferentes de personalidad y analiza sus respectivos miedos, comportamientos y causas. Riemann distingue entre estructuras de personalidad esquizoide, depresiva, obsesiva e histérica.
El libro, publicado en todo el mundo por Ernest-Reinhardt-Verlag, llegó a su 45.ª edición en 2019 y, hasta 2013, vendió más de 967.000 ejemplares.  Con el tiempo, la segunda mitad del título fue modificada y finalmente fue eliminada completamente. 

## Contenido
Como estudiante de Schultz-Henckes, Riemann desarrolló en su estudio una tipología de la personalidad, con la que presentó su idea de las diferentes estructuras de personalidad humana. Años más tarde, estas ideas serían recogidas de forma sistemática y modificadas en el instrumento psicoacadémico de diagnóstico OPD, desarrollado por Rudolf y otros autores. Riemann dedicó un capítulo a cada una de las cuatro estructuras ideales descritas. Cada capítulo se divide en cinco subapartados que tratan en detalle aspectos como el amor, la agresión, los antecedentes biográficos, ejemplos de cada estructura y reflexiones complementarias. Para ello, Riemann se basó tanto en el conocimiento teórico como en la experiencia acumulada en su práctica como psicoterapeuta analítico. Cada tipo de personalidad se describe en su contexto específico y se contrasta.
Dado que Riemann era capaz de explicar conceptos complejos de forma sencilla y comprensible, su libro fue bien reconocido por el público interesado. Esto contribuyó a la difusión del conocimiento psicoanalítico, pero también a la pérdida del lenguaje técnico propio de ese campo. Esto se asocia al riesgo de malentendidos como, por ejemplo, cuando se relaciona erróneamente el término “esquizoide” con la esquizofrenia o con el trastorno de la personalidad esquizoide, o incluso cuando se utiliza como sinónimo. Sin embargo, los términos que describen con más detalle una estructura de personalidad, no tienen nada en común con los cuadros clínicos. Por lo tanto, las personas con una estructura de personalidad depresiva no tienen porque presentar necesariamente síntomas de un trastorno depresivo. 
En su introducción, Riemann hizo algunas reflexiones generales sobre las angustia humana: 

"La angustia forma parte inevitable de nuestras vidas. Nos acompaña, en múltiples variaciones, desde el nacimiento hasta la muerte. [...] La historia de la humanidad muestra intentos constantes por afrontar la angustia, reducirla, superarla o contenerla. [...] Es parte de nuestra existencia y refleja nuestras dependencias y la conciencia de nuestra mortalidad. Solo podemos intentar desarrollar fuerzas contrarias: valentía, confianza, conocimiento, poder, esperanza, humildad, fe y amor. Estas pueden ayudarnos a aceptar la angustia, a enfrentarnos a ella y a vencerla una y otra vez. Cualquier método que prometa liberarnos por completo de la angustia debe ser recibido con escepticismo; no hace justicia a la realidad de la existencia humana y genera expectativas ilusorias"
Fritz Riemann, 1975

Además, en la introducción se presentan, en una primera aproximación, las cuatro formas básicas de la angustia:
- La angustia ante la entrega emocional, que se observa principalmente en personalidades esquizoides.
- La angustia ante la autonomía y la autodeterminación, característica de las personalidades depresivas.
- La angustia ante el cambio y la transitoriedad, propia de las personalidades obsesivas
- La angustia ante lo definitivo e irreversible, que afecta sobre todo a las personalidades histéricas.

“Todos los posibles miedos son, en última instancia, variantes de estos cuatro miedos fundamentales”, señala Riemann. La complejidad del proceso emocional interno se evidencia en su observación de que las personas no solo evitan aquello que temen, sino que al mismo tiempo lo desean. Todo esto, explica, “se complementa y se contradice por pares”.  Con una estructura esquizoide, se evita el contacto con los demás por miedo a perderse a sí mismo; quienes han desarrollado una estructura depresiva, su opuesto, permanece en relaciones de dependencia por miedo a la separación y la soledad. En las personalidades con una estructura obsesiva, el miedo al cambio y a la transitoriedad se manifiesta en una forma de resistencia a aferrarse a lo familiar, sin embargo, en la estructura histérica, se abre una puerta a la arbitrariedad para “evitar la necesidad y la irreversibilidad”. 
Por último, Riemann destaca los aspectos potencialmente constructivos del miedo y rechaza su evitación, dado que mantiene el miedo.

“Cuando experimentamos uno de los grandes miedos, siempre estamos ante una de las grandes exigencias de la vida; al aceptar el miedo y al intentar superarlo, adquirimos una nueva capacidad: cada vez que vencemos un miedo, logramos una victoria que nos fortalece; cada vez que lo evitamos, sufrimos una derrota que nos debilita”.
Fritz Riemann (1975)

Aunque Riemann extrajo sus conocimientos empíricos de las historias clínicas de sus pacientes, este libro no presentó una teoría sobre enfermedades y, por ello, presentó sus descripciones de los cuatro tipos con títulos centrados en la personalidad y no en la enfermedad.

### Personalidad esquizoide
Según Riemann, el miedo principal de una persona con una estructura de personalidad esquizoide es la angustia ante la entrega emocional.  Está relacionado con el impulso de “autoconservación y autodemacración”.  Tanto el miedo como el impulso se “sobrevaloran” si el esquizoide se ha desarrollado de tal forma que domina la personalidad. Las personas con este tipo de personalidad evitan la cercanía y el apego a otros, son egocéntricas, y buscan la individuación y la máxima independencia, incluso hasta la autarquía:

“Su aspiración se orienta sobre todo a ser lo más independiente y autosuficiente posible. No depender de nadie, no necesitar a nadie, no tener obligaciones con nadie, es algo de vital importancia para él”.
Fritz Riemann (1975)

Para los demás, las personas con una estructura de personalidad esquizoide son “distantes, frías, reservadas, difíciles de abordar, impersonales”. Normalmente parecen “extrañas, peculiares, incomprensibles o desconcertantes en sus reacciones”, e incluso hasta quienes las conocen desde hace tiempo pueden seguir sorprendiéndose de su comportamiento. Este comportamiento tiene consecuencias, incluso para ellas mismas: al evitar el contacto con los demás, no aprenden a comprender ni a interpretar a los otros, y por tanto, para ellos siguen siendo extraños. El efecto y la simpatía, que es lo que sirve para establecer relaciones, para estas personas son como amenazas y un peligro para su integridad.
El amor es especialmente delicado para las personas esquizoides, ya que revela toda su “torpeza e inexperiencia en asuntos emocionales”. Tienden a construir sus relaciones de pareja de forma racional y fría, y dependen de parejas que puedan soportar esta forma o que la prefieran. La sexualidad se instrumentaliza y se aborda en gran medida de forma objetiva. A menudo, solo se involucran en “relaciones sin compromisos, fáciles de romper, o meramente sexuales”.
La agresión desempeña un papel esencial. Los ataques, ya sean reales o imaginarios, siempre los experimentan como una amenaza para “toda la existencia”.  Las personas con personalidad esquizoide generalmente no disponen del amplio abanico habitual de reacciones agresivas. En cambio, responden con una ira irracional, reaccionan de forma inmediata para aliviar su malestar. También, la agresión representa para ellas casi la única forma de establecer contacto con los demás, en el sentido del término latino aggredī (acercarse a).
Para explicar su origen, se asume la existencia de factores constitucionales que favorecerían el desarrollo de una personalidad esquizoide con sus características estructurales. Estos factores se relacionarían con una sensibilidad y vulnerabilidad particulares. Además, se ha demostrado que estas personas, durante su primer año de vida, no habrían recibido la protección, en especial, la protección frente a estímulos que necesitaban. También, habrían carecido de seguridad y apoyo afectivo, por lo que no habrían podido sentirse acogidos. 
Un ejemplo, es la historia de un músico adulto extraída de la práctica del autor. En las reflexiones finales, Riemann señala la “diferencia en el grado de madurez” entre razón y sentimiento y, entre racionalidad y emocionalidad, que caracteriza a estas personalidades.  Además, Riemann descubre cómo, a partir de estas estructuras, pueden desarrollarse trastornos y qué rasgos presentan. Por último, se recopilan las “cualidades positivas de las personas esquizoides”, que se manifiestan, por ejemplo, en una “soberana autonomía e independencia, en el valor de ser uno mismo, en la defensa de la autonomía del individuo”, así como en una “aguda capacidad de observación” y una “mirada crítica e incorruptible ante los hechos”.  Estas personas examinan cuidadosamente las cosas antes de asumir algo, y defienden sus posturas de forma clara y sin sentimentalismos.

### Personalidad depresiva
Según Riemann, los antagonistas estructurales de las personalidades esquizoides son las personalidades depresivas.  Su miedo principal es independizarse, lo que Riemann denominó, entre otras cosas, como formación del yo, y con ello el miedo a perder la sensación de seguridad. Alcanzar la independencia requiere un paso en el desarrollo que implica separación, y esta separación es justo lo que las personas con una estructura de personalidad depresiva intentan evitar. El impulso que acompaña a este miedo tiende a renunciar a uno mismo y ser absorbido por otro. Esto es necesario para sentirse seguro. Una persona con una estructura depresiva intenta escapar de ese miedo siendo dependiente y renunciando a su libertad, la cual tampoco es capaz de conceder a la otra persona. 

“A lo sumo, lo que esta persona percibe conscientemente es el miedo a la pérdida; el verdadero problema, que es el miedo a la individuación, permanece en gran medida inconsciente”.
Fritz Riemann (1975)

Diferenciarse, pensar y sentir de forma distinta moviliza el miedo, porque se experimenta como un distanciamiento y pérdida de conexión, por lo que estas personas intentan renunciar a todo lo que las distingue y adaptarse. La dependencia les da seguridad, pero también aumenta el miedo a la pérdida. Como no pueden tomar lo que necesitan por sí mismas, desarrollan una actitud pasiva y se decepcionan cuando no consiguen cumplir sus deseos. No soportan las críticas, y por ello se desarrollan numerosas virtudes altruistas, algunas de las cuales son: modestia, disposición al sacrificio, serenidad, abnegación, compasión, empatía y muchas otras. Al desgastarse por los demás, caen rápidamente en un estado de sobrecarga y agotamiento.
Para las personalidades depresivas, el amor es "lo más importante en la vida", y al mismo tiempo, es donde se encuentran sus mayores "vulnerabilidades". No toleran bien las crisis que surgen en una relación de pareja y, se enfrentan constantemente a su miedo a la pérdida, sobre todo cuando la pareja "intenta liberarse de unos lazos tan estrechos". Para ellos, la sexualidad es menos importante que el afecto y cariño. 
Lidiar con la agresión es un problema grave para las personalidades depresivas. Según Riemann, defender sus propios intereses equivaldría a "cortar la rama sobre la que están sentadas".  Estas personas tienden a reinterpretar y minimizar las situaciones conflictivas y a reprimir sus impulsos. Cuando sufren alguna humillación, suelen compensarlo con un sentimiento de superioridad moral, que también es una "forma sublimada de agresión", dado que mantiene a la otra persona atrapada en la culpa.

“Podemos decir que la agresión reprimida […] describe una línea ascendente que va desde la excesiva solicitud, la ideologización de la modestia, la disposición pacífica y la humildad, pasando por la lamentación quejumbrosa y la actitud de resignación, hasta volverse contra sí mismo en forma de autorreproches, autoacusaciones, autopenitencias, llegando incluso a la autodestrucción”
Fritz Riemann (1975)

Para el trasfondo biográfico, se consideran factores favorecedores una posible "disposición afectiva y cálida" y "gran capacidad de empatía" de base constitucional. Estas personas serían por naturaleza "poco combativas" y carecerían de una "piel gruesa" que las protegiera. Entre las influencias biográficas se mencionan "dos conceptos erróneos característicos" por parte de la figura de referencia, especialmente entre la final del primera año y el segundo año de vida: "mimos y rechazo". Los mimos hacen innecesaria la iniciativa propia y fomentan una "actitud cómoda". Un motivo, es la incapacidad de desprenderse del niño y permitirle seguir su camino. El desarrollo es más fácil para los niños que sufren privación, lo que describe a mujeres "escasas, menos maternales y cariñosas [...], a menudo duras [...]" que exponen al niño a una falta de afecto y seguridad.
A modo de ejemplo, se utilizan las historias abreviadas de algunos pacientes de ambos sexos. En las reflexiones complementarias, se describen como "objetos de vida" que evitan tomar las riendas de su vida como sujetos. Según Riemann, asignan un "valor excesivo" a los demás, provocando una pérdida del valor propio. Con una autoestima tan baja, se sienten responsables de todo lo que ocurre en su entorno. Si se ponen enfermos, corren el riesgo de no recuperarse, porque tienen la esperanza de recibir cuidados a través de su enfermedad. En sus sueños, aquello que se niegan en la vida suele irrumpir "de forma extrema y normalmente se proyecta en otras personas. La elección de pareja recae en alguien que represente lo contrario con la esperanza de aprender de esa persona lo que ellos no se atreven a vivir. Son personas fieles y agradecidas. Entre sus virtudes destacan "la capacidad de aguante y resistencia". Tienden a "esconder su luz bajo el celemín", por lo que hay que "descubrirlas" para darse cuenta de que "la emotividad, la profundidad de sentimientos y la calidez [...] son de sus rasgos más hermosos". 

### Personalidades obsesivo-compulsivas
Según Riemann, todo ser humano siente, en esencia, un anhelo de permanencia. Aunque no suficiente por sí sola, la fiabilidad es una condición necesaria para que puedan desarrollarse la esperanza y la confianza. Sobre esta base, Riemann describe la tercera forma fundamental del miedo, propia de las personalidades obsesivas, caracterizada por el temor a lo efímero y, en el plano impulsivo, por una búsqueda de estabilidad y seguridad que puede llegar a ser desproporcionada.  Una persona con una estructura obsesiva desea que todo permanezca igual, evita el cambio y lo combate si puede:

“Se opone a cualquier novedad que se le presente, aunque esto se convierta en 
una tarea interminable, porque la vida está en constante movimiento, todo 
cambia sin cesar; ‘todo fluye’ en un devenir continuo que no se puede detener.”
Fritz Riemann (1975)

Detrás del miedo a la fugacidad, afirma Riemann, se esconde en última instancia el miedo a la muerte. Lo que estas personas intentan forzar termina volviéndose en su contra, como un bumerán: su afán de controlar se transforma con el tiempo en una sensación de estar siendo forzados. Se desesperan ante el hecho de que lo vivo no puede preverse ni controlarse. Luchan consigo mismos, con los demás y con la vida; dudan constantemente y les cuesta tomar decisiones. Riemann los describe como quienes viven “el curso seco de la vida”.  Cuando enferman, desarrollan síntomas obsesivos que cumplen la función de contener la ansiedad. 
Para estas personas, el amor resulta profundamente perturbador.  Quieren mantener sus emociones bajo control y temen a la pasión y a la sexualidad. Las relaciones las establecen, en muchos casos, por motivos racionales y suelen ser estables y resistentes. Como tienen un gran sentido de la responsabilidad, una vez que toman una decisión, se mantienen fieles a ella. Sin embargo, les cuesta reconocer al otro como un igual y apenas soportan que no se pliegue a sus reglas.
Manejan su agresividad con cautela. Desde temprano aprendieron a reprimir sus impulsos. Si no lo logran, sienten culpa e intentan retractarse. La renuncia a expresar emociones puede desembocar en una ideología que justifique esta represión, y cuando se permiten ser agresivos, tratan de poner esa "agresión al servicio de alguna causa ideológica".  La agresividad en estas personas está muy ligada a su necesidad de control y poder.  Riemann señala que su agresividad no siempre es evidente: se manifiesta en comportamientos como la lentitud, el exceso de meticulosidad o la indecisión.
En cuanto al origen de esta estructura, Riemann menciona factores constitucionales que pueden favorecer su aparición. Estos incluyen una disposición motora o agresiva que choca con su entorno, o lo contrario: una inclinación excesiva a la obediencia. La etapa clave se sitúa entre los dos y los cuatro años, conocida popularmente como la “etapa del no”, en la que el niño debe aprender a negociar su voluntad frente a las exigencias del entorno.

“En las historias de vida de personas que desarrollan posteriormente una 
personalidad obsesiva, se observa con frecuencia que en su infancia se 
reprimieron, castigaron o suprimieron demasiado pronto y de forma muy estricta 
sus impulsos vivos, agresivos, afectivos, creativos, e incluso cualquier 
expresión de voluntad propia y espontánea.”
Fritz Riemann (1975)

También pueden influir negativamente un entorno familiar caótico, experiencias traumáticas o pérdidas importantes no procesadas, que acaban moldeando su estructura de personalidad.
A partir de ejemplos de su práctica psicoanalítica, Riemann distingue la compulsión patológica de los hábitos, rituales o tradiciones, que pueden tener un matiz compulsivo pero que, en general, no se viven como angustiosos y pueden modificarse si se desea.  La compulsión, en cambio, convierte una conducta en un fin en sí mismo, que solo puede realizarse de una forma determinada, incluso si carece de sentido. La rigidez en la adhesión a normas y principios termina despojando al orden de su valor original. Las personalidades obsesivas rehúyen el riesgo, son puntuales, ahorrativas y responsables. Suelen ser personas confiables, coherentes y conscientes de sus deberes. Proveen estabilidad, defienden valores y conservan tradiciones. 

### Personalidades histéricas
Las personalidades histéricas, según Riemann, son el polo opuesto a las obsesivas.  Se sienten atraídas por el “encanto de lo nuevo”, buscan el riesgo, anhelan libertad y cambio, y disfrutan descubriendo lo desconocido. Cuando este impulso se vuelve excesivo, aparece el miedo al compromiso, a lo definitivo, a las obligaciones y a los límites. Una característica central es su escasa tolerancia a la espera. 

“Todo impulso, todo deseo, debe satisfacerse de inmediato, porque esperar les 
resulta insoportable. Esta es la raíz de su gran susceptibilidad a las tentaciones: 
les cuesta resistirse.”
Fritz Riemann (1975)

Con una asombrosa ingenuidad, estas personas creen en soluciones mágicas e incluso en milagros, pues les permiten escapar de una realidad que impone restricciones. No suelen reflexionar sobre las consecuencias de sus actos y buscan maneras creativas de eludirlas. Consideran que ser puntuales o planificar es mezquino, que asumir responsabilidades es prescindible, y tratan de negar el envejecimiento mediante actitudes juveniles y ropa acorde. Por miedo, lo relativizan todo, evitan definiciones y prefieren el momento al compromiso. Juegan roles hasta el punto de perder el contacto con su identidad auténtica. 
En el amor, son apasionadas, exigentes, siempre en busca de experiencias que desafíen los límites. Se aburren fácilmente cuando están solas. Como pareja, son imaginativas y juguetonas, pero rara vez fieles. Tienden a no ver al otro como una persona autónoma, sino como un espejo que debe reflejar lo adorables que ellas mismas se creen. Tienden a elegir parejas narcisistas, pues buscan en ellas lo que ellas mismas anhelan ver confirmado en su interior.
La agresividad en estas personalidades está al servicio de su necesidad de reconocimiento social. Son competitivas, les gusta destacar y a menudo exageran. No destacan por su autocontrol ni por la autocrítica, lo que las hace impulsivas también en sus reacciones agresivas. Suelen sorprender en las discusiones y actúan siguiendo la lógica de “la mejor defensa es un buen ataque”. Como su autoestima es frágil, se sienten fácilmente heridas y reaccionan con fuerza, incluso con reproches sin relación directa con el conflicto. 
Riemann considera que, en la formación de esta estructura, pueden intervenir factores innatos como una alta sensibilidad emocional, una necesidad acentuada de reconocimiento o una fuerte inclinación a comunicarse. También pueden influir rasgos atractivos que suscitan simpatía. Según la psicoanálisis, los años entre los cuatro y los seis son clave, pues en esta etapa los modelos adultos adquieren mayor importancia.  Cómo manejan los adultos el orgullo del niño, así como su capacidad crítica incipiente, determina si este los adoptará como referentes o los rechazará. Si en esta etapa el niño no encuentra orientación ni referentes sólidos, puede desarrollar una estructura histérica de personalidad o sentar las bases de una futura neurosis histérica. Uno de los riesgos es quedarse atrapado entre la identificación con esos modelos o la rebelión contra ellos, impidiendo así el desarrollo de una identidad personal independiente, incluida la de género.
Los casos clínicos que analiza Riemann muestran entornos familiares donde predominan la contradicción, la falta de orientación clara y la creación de expectativas que luego no se cumplen. En sus reflexiones finales, Riemann destaca la falta de autenticidad de estas personas y su tendencia a negar la realidad, lo que las hace susceptibles de ser instrumentalizadas con fines políticos o ideológicos.

## Resumen
En 1961, Fritz Riemann publicó una obra sobre el desarrollo de la personalidad desde la perspectiva del psicoanálisis que, aunque está basada en una teoría compleja, fue escrita de forma comprensible incluso para quienes no tienen formación especializada. Este libro, que alcanzó su 42.ª edición en 2017, llevaba en sus primeras ediciones el título Formas fundamentales de la angustia. En él, Riemann se preguntaba cómo se forma la personalidad humana y cómo se manifiesta en sus diferentes dimensiones más allá de cualquier trastorno psicológico. Aunque no dejó de mencionar el desarrollo patológico, ese no era el objetivo central de su obra.

“Detrás de las cuatro formas fundamentales del miedo se esconden conflictos 
humanos universales, con los que todos debemos enfrentarnos en algún momento. 
Todos conocemos, de una u otra forma, el miedo a entregarnos, que comparte un 
mismo trasfondo: la sensación de amenaza a nuestra existencia, a nuestro espacio 
vital, o a la integridad de nuestra personalidad. Cada vez que confiamos, que 
mostramos afecto o amor, corremos el riesgo de quedar expuestos, de volvernos 
vulnerables, de ceder parte de nosotros mismos, de abrirnos a otro. Por eso, el 
miedo a la entrega siempre lleva consigo el temor a perder el yo. 
También todos experimentamos el miedo a convertirnos en nosotros mismos, a la 
individuación, que en todas sus variantes implica el temor a la soledad. Ser uno 
mismo implica salir del cobijo que ofrecen las similitudes con los demás. Cuanto 
más nos afirmamos como individuos, más sentimos la soledad propia de quien se 
distingue. 
Igualmente, todos sentimos miedo a la fugacidad de las cosas; no podemos evitar 
comprobar, una y otra vez, que todo llega a su fin, que algo se termina o 
desaparece. Cuanto más nos aferramos a algo, más fuerte es ese miedo. En sus 
distintas formas, comparte el temor al cambio. 
Por último, también nos enfrentamos al miedo ante lo necesario, ante lo duro y 
definitivo, cuya esencia común es el temor a quedar fijados, a no poder elegir. 
Cuanto más ansiamos una libertad sin límites ni compromisos, más nos cuesta 
aceptar las consecuencias y los límites que impone la realidad”.
Fritz Riemann (1975)

Riemann subraya que los seres humanos ya nacen siendo diferentes entre sí y que, a lo largo de su infancia, viven experiencias variadas —no uniformes— y, además, son personas en constante evolución. Por ello, las personalidades que describe en su obra deben entenderse como estructuras ideales. La mayoría de nosotros combina, en mayor o menor grado, todos estos rasgos, aunque con énfasis en unos u otros aspectos. Sin embargo, en ciertos casos, las circunstancias de vida hacen que alguien quede anclado en una sola forma de estructura, sin poder desarrollar las demás. Aun así, Riemann sostiene que siempre hay margen para el cambio, incluso en etapas tardías de la vida, especialmente si se cuenta con confianza, esperanza, comprensión y valentía.

## Modelo de Riemann-Thomann
Con Formas básicas de la angustia, Riemann sentó las bases del modelo Riemann-Thomann. Este fue desarrollado por Christoph Thomann y se basa directamente en la obra de Riemann. A través de su modelo, Thomann describe los distintos tipos de personalidad dentro de un marco normal y no patológico. El modelo Riemann-Thomann clasifica la personalidad en cuatro tipos básicos: proximidad, distancia, estabilidad y cambio, y está diseñado para aplicarse en la vida cotidiana.

## Ediciones de libros
- Riemann, Fritz (1972 (primera edición 1961)). Formas básicas de la angustia y las antinomias de la vida. Un estudio desde la psicología profunda sobre los miedos del ser humano y su superación (7ª edición). Múnich, Basilea: Ernst Reinhardt.
- Riemann, Fritz (1975). Formas básicas de la angustia. Un estudio desde la psicología profunda. (10ª revisada y ampliada (de los ejemplares 52.000 a 63.000) edición). Múnich, Basilea: Ernst Reinhardt. ISBN 3-497-00749-8.
- Riemann, Fritz (2019).  Ernst Reinhardt, ed. Formas básicas de la angustia. (45ª edición). Múnich. ISBN 978-3-497-02422-3.
- Riemann, Fritz (2013). Formas básicas de la angustía. Estudio de la psicología profunda. [(traducción al rumano)]. Bucarest: Editorial Trei. ISBN 978-973-707-815-5.
- Riemann, Fritz (2019).  Ernst Reinhardt, ed. Formas básicas de la angustia. Estudio desde la psicología profunda. Con una breve biografía de Ruth Riemann (44ª (conmemorativa) edición). Múnich. ISBN 978-3-497-01749-2.